# Pays d'Aix Venelles Volley-Ball 2012-2013
Questa voce raccoglie le informazioni riguardanti il Pays d'Aix Venelles Volley-Ball nelle competizioni ufficiali della stagione 2012-2013.

## Organigramma societario
Area direttiva
- Presidente: Bernard Soulas

Area tecnica
- Allenatore: Thierry Hippolyte
- Allenatore in seconda: Ludovic Rey

## Rosa
| N° | Nome               | Ruolo | Data di nascita  | Nazionalità sportiva |
| -- | ------------------ | ----- | ---------------- | -------------------- |
| 1  | Myriam Kloster     | C     | 4 agosto 1989    | Francia              |
| 2  | Melinda Adelin     | S     | 12 maggio 1987   | Francia              |
| 3  | Clarisse Peixoto   | S     | 3 gennaio 1987   | Brasile              |
| 4  | Sarah Schermerhorn | C     | 23 novembre 1988 | Stati Uniti          |
| 6  | Camille Crousillat | S     | 23 marzo 1990    | Francia              |
| 7  | Milca Lubieska     | S/O   | 5 marzo 1988     | Brasile              |
| 8  | Ana Maria Gosling  | P     | 24 gennaio 1985  | Brasile              |
| 13 | Leyla Tuifua       | P     | 17 ottobre 1986  | Francia              |
| 15 | Luana de Paula     | C     | 23 ottobre 1984  | Brasile              |
| 16 | Laura Ong          | L     | 30 aprile 1989   | Francia              |